# アンドリュー・コー
アンドリュー・コー（Andrew Coe、1996年4月8日 - ）は、メジャーリーグラグビー、ラグビー・ニューヨーク・アイロンワーカーズに所属するラグビー選手。

## プロフィール
- カナダ・ブランプトン出身。
- ポジションはフルバック(FB)。
- 身長 187cm、体重 93kg
- U20カナダ代表に選ばれたことがある[1]。
- カナダ代表キャップは16（2023年2月現在）。
- 7人制カナダ代表に選ばれたことがある[2]。

## 略歴
2019年、ワールドカップのカナダ代表に選ばれた。
2021年、東京五輪の7人制カナダ代表スコッドに選ばれた。
2022年、ニューヨーク・アイロンワーカーズに加入。 